# Meenakshi und der Duft der Männer
Meenakshi und der Duft der Männer (indischer Titel: Aiyyaa; ein Ausruf des Jauchzens in der Marathi-Sprache) ist ein Bollywoodfilm aus dem Jahr 2012 mit Rani Mukerji in der Hauptrolle.

## Handlung
Die Mittelklasse-Familie Deshpande aus Pune lebt in Mumbai und besteht aus lauter skurrilen Familienmitgliedern. Die Mutter namens Aai ist eine quirlige, übermäßig positiv denkende Persönlichkeit, die selbst den Müllberg vor ihrer Haustür zu ihrem Vorteil deuten kann. Dadi, die erblindete Großmutter, liebt die Fahrten in ihrem motorisierten Rollstuhl, der Vater ist ein leidenschaftlicher Sammler, selbst beim Rauchen benötigt er wenigstens vier brennende Glimmstängel zwischen den Fingern und der jüngste Sohn Nana kümmert sich lieber um herrenlose Hunde als um seinen Schulabschluss. Die älteste Tochter Meenakshi ist eine Tagträumerin, in dieser Traumwelt brilliert sie als Bollywoodstar, wo sie neben ihren männlichen Idolen singt, tanzt und spielt.
Ihr kürzlich abgeschlossenes BWL-Studium und der Erhalt eines Diploms bedeutet für sie die Suche nach einem Job, ihre Mutter hingegen meint, es sei jetzt höchste Zeit fürs Heiraten. Es beginnt eine großangelegte Kandidatensuche, fast täglich wird nun zu jedem Abendessen eine neue Familie mit einem potentiellen Bräutigam eingeladen. Meenakshi spielt ihren Eltern zuliebe mit, kann aber zeitgleich einen Job als Sekretärin in der Universitätsbibliothek finden. Ihre vorläufige Unabhängigkeit genießt sie sehr und findet in ihrer Arbeitskollegin Mynah eine neue Freundin.
Eines Tages wittert ihre feine Nase einen außergewöhnlich angenehmen, fast unwiderstehlichen Duft, der sie dazu verleitet, den Verursacher diesen Geruches zu folgen. Der tamilische Kunststudent Surya scheint nicht zu bemerken, dass ihm Meenakshi öfters hinterhergeht. Sie ist zwar noch nicht mutig genug, ihn anzusprechen, möchte aber mehr über ihn erfahren. Als geeignetste Quelle erweist sich der Küchenjunge, der auch tamilischer Herkunft ist, und sie nimmt bei ihm Sprachunterricht. Eines Tages ist sie von Suryas Duft so betört, dass sie ihm auf dem Heimweg bis zu seinem Haus folgt.
Der täglichen Brautschau setzt sie ein Ende, als ein netter und zuvorkommender Junggeselle sein Interesse bekundet und sie einwilligt. Am selben Abend wird ihr bewusst, dass schon in 2 Wochen die Verlobung stattfinden soll und somit nur noch 14 Tage verbleiben, um Kontakt mit Surya aufnehmen zu können. Am nächsten Tag nimmt sie sich vor, seine Familie kennenzulernen. Während sie vorgibt, Saris zu verkaufen, wird sie von Suryas Mutter hereingebeten und dabei nutzt sie die Gelegenheit, nach seinen Vorlieben und Gewohnheiten zu fragen. Ihr gelingt es sogar, heimlich einen seiner Malkittel mitzunehmen.
Am Tag ihrer Verlobung schleicht sie sich heimlich davon, um ihre letzte Chance wahrzunehmen, Surya anzusprechen. Doch vor seinem Haus stehend, verlässt sie der Mut. Erst viel später, als sie ihn weggehen sieht, vereinnahmt sie Suryas Duft erneut so stark, dass sie ihm hinterhergeht, diesmal in einen etwas düsteren Teil der Stadt. Letztendlich ist er in einer Färberei angekommen, dort beobachtet sie ihn heimlich bei der Arbeit. Als Meenakshi plötzlich in Ohnmacht fällt, wird Surya auf sie aufmerksam, versorgt sie und bringt sie schließlich nachhause.
Dort warten schon sehnsüchtig die Verlobungsgäste auf die Braut, nun muss Meenakshi vor versammelter Gesellschaft erklären, dass sie nicht wie angekündigt Madhav heiraten will. Surya, der ihr bereits auf dem Heimweg gestanden hat, dass er von Anfang an ihr Interesse bemerkt hätte und er sehr von ihrer freimütigen Art angetan sei, ergreift nun die Gelegenheit, um um Meenakshis Hand anzuhalten. Ihre Familie, noch etwas verwirrt von den überstürzenden Ereignissen, willigt letztendlich ein und feiert die schon vorbereitete Verlobung mit dem neuen zukünftigen Schwiegersohn.

## Synchronisation
Die deutsche Synchronisation entstand 2013 nach einem Dialogbuch von Dirk Bublies und unter der Dialogregie von Marion Schöneck durch die Synchronfirma VSI Synchron GmbH in Berlin.
Die tamilischen Dialoge wurden nicht übersetzt, sondern untertitelt und von den Synchronsprechern in der Originalsprache nachgesprochen, um einen so genannten „Stimmbruch“ zu vermeiden.
| Darsteller           | Rolle                       | Synchronsprecher      |
| -------------------- | --------------------------- | --------------------- |
| Rani Mukerji         | Meenakshi Deshpande         | Tanja Geke            |
| Nirmiti Sawant       | Aai, Meenakshis Mutter      | Heidi Weigelt         |
| Satish Alekar        | Baba, Meenakshis Vater      | Freimut Götsch        |
| Amey Wagh            | Nana, Meenakshis Bruder     | Konrad Bösherz        |
| Jyoti Subhash        | Dadi, Meenakshis Großmutter | Luise Lunow           |
| Anita Date           | Mynah                       | Maximiliane Häcke     |
| Prithviraj Sukumaran | Surya                       | Tobias Nath           |
| Kishori Balal        | Suryas Mutter               | Katarina Tomaschewsky |
| Subodh Bhave         | Madhav                      | Matthias Deutelmoser  |
| Shubhangi Damle      | Madhavs Mutter              | Karin Grüger          |
| Chandrakant Kale     | Madhavs Vater               | Eberhard Prüter       |
| Pakoda Pandi         | Pakkada, Kantinenjunge      | Patrick Baehr         |

## Musik
Die Lieder komponierte der indische Musiker Amit Trivedi, die Liedtexte stammen aus der Feder des Sängers Amitabh Bhattacharya.
| Titel             | Sänger/in                              |
| ----------------- | -------------------------------------- |
| Dreamum Wakeuppam | Sowmya Raoh, Rupesh Ubh                |
| Sava Dollar       | Sunidhi Chauhan                        |
| Aga Bai           | Shalmali Kholgade, Monali Thakur       |
| Mahek Bhi         | Shreya Ghoshal                         |
| What To Do        | Sneha Khanwalkar, Amitabh Bhattacharya |
| Wakda             | Amit Trivedi                           |

## Kritiken
„Aiyyaa ist sicher kein missglückter Film, aber wer nicht ausgesprochene Rani-Affinitäten hat, dürfte sich hier eher langweilen. Oder am Kopf kratzen. Denn der Mix aus Romanze, ‚Amélie‘-mässiger Überzuckerung, schrillen Einfällen und ausufernden Tanzeinlagen ist nichtgerade der zugänglichste oder sinnvollste Mix. Aber wenn man sich darauf einlässt und das anfängliche Durcheinander übersteht, dann bietet der Film doch immerhin den einen oder anderen gelungenen Moment.“